# La pastora
|  | Aquest article tracta sobre el quadre de William-Adolphe Bouguereau. Vegeu-ne altres significats a «Florencio Pla Meseguer». |

La Pastora (títol original: Pastourelle, un regionalisme en francès) és un quadre del pintor academicista francès William-Adolphe Bouguereau, que fou realitzat l'any 1889. Pintat a l'oli, mesura 158 cm per 93 cm.
El quadre, que es troba en exhibició permanent al Museu d'Art Philbrook de Tulsa, Oklahoma, Estats Units, és la representació d'una jove pastora del sud de França, en un ambient idil·lic. La pastora, vestida amb roba de camperola, posa sola per l'artista, amb els braços sostenint un pal sobre les espatlles, mentre s'està dempeus en un prat, amb els peus nus. Al fons, hi ha bous pasturant pel camp.
Es tracta d'una de les moltes pintures en què Bouguereau representava pastoretes, i té una altra obra amb el mateix nom, pintada el 1881.
La model és una noia que Bouguereau va fer servir en aquest i en altres quadres, inclòs La bohèmia.